# Aynur Sofiyeva
Aynur Məmmədiyyə qızı Sofiyeva, ros. Айнур Софиева (ur. 19 lipca 1970) – azerska szachistka, arcymistrzyni od 1991 roku.

## Kariera szachowa
W 1990 r. zdobyła w Santiago tytuł wicemistrzyni świata juniorek do 20 lat, natomiast w Odessie – złoty medal akademickich mistrzostw świata. W pierwszych latach 90. XX wieku należała do szerokiej światowej czołówki. Dwukrotnie uczestniczyła w turniejach międzystrefowych (eliminacjach mistrzostw świata), w obu przypadkach zajmując czołowe miejsca: w Suboticy (1991) podzieliła 8-12. miejsce, natomiast w Dżakarcie (1993) podzieliła 6-8. miejsce. W latach 1992 i 1994 reprezentowała Azerbejdżan na szachowych olimpiadach (za każdym razem na najtrudniejszej I szachownicy). W latach 1996–2000 w turniejach klasyfikowanych przez Międzynarodową Federację Szachową startowała bardzo rzadko, a od 2001 r. w ogóle w nich nie uczestniczy.
Najwyższy ranking w karierze osiągnęła 1 lipca 1991 r., z wynikiem 2420 punktów dzieliła wówczas 12-13. miejsce (wspólnie z Alisą Marić) na światowej liście FIDE.